# Gerald Drews
Gerald Drews (* 13. Dezember 1954 in Lagerlechfeld) ist ein deutscher Journalist, Autor, Literaturagent und Aphoristiker.

## Leben
Nach dem Abitur am Dominikus-Zimmermann-Gymnasium in Landsberg am Lech und einem BWL-Studium an der Universität Augsburg begann Gerald Drews ein Volontariat bei der Augsburger Allgemeinen, wo er anschließend als Lokalredakteur arbeitete. 1979 wechselte Drews zur Zeitschrift Weltbild. Als Reporter dieser Zeitschrift porträtierte Gerald Drews hauptsächlich Prominente. 1983 übernahm er für zwei Jahre die Chefredaktion der Jugendzeitschrift Junge Zeit (heute: x-mag).
Seit 1985 arbeitet er als freier Journalist, Buchautor, Texter, Moderator und Verlagsagent.
Als Journalist schreibt Drews über Geld und Recht, Psychologie und Lebenshilfe, Sport, Musik und Humor. Gerald Drews hat zahlreiche Beiträge in Zeitungen und Zeitschriften veröffentlicht und seit 1986 mehr als 100 Bücher publiziert.
Eine Zeitlang moderierte er Schlager- und Popsendungen im Augsburger Lokalradiosender RT1. Viele Texte der Booklets zu den „Das Beste“-Musikkollektionen von  Reader’s Digest stammen aus seiner Feder. Ferner schreibt er für Reader’s Digest Texte für Hörbuchkollektionen – etwa für Sie prägten unsere Welt, Ein Leben für die Musik – Fünf große Komponisten der Klassik oder Auf den Spuren deutscher Geschichte.
Als Agent vertritt er zusammen mit Cornelia Heindl Roman-, Ratgeber- und Sachbuchautoren, unter anderem Christiane Schlüter, Ulrike Renk, Miriam Covi, Michaela Grünig, Joan Weng, H. Dieter Neumann und den ehemaligen Skirennfahrer Marc Girardelli.
Gerald Drews hat aus erster Ehe zwei Söhne. Er lebt und arbeitet in Augsburg.

## Werke (Auswahl)
- mit Longinus Beha: Ab morgen Mönch. Pattloch Verlag.
- Ein besonderer Jahrgang. (Geschenkbuch-Reihe). Pattloch Verlag.
- Latein für Angeber. Bassermann Verlag, 2003, ISBN 3-8094-1625-8
- 365 Tage Sonnenschein. Pattloch Verlag.
- mit Christiane Schlüter: Unsere Diözesen. Weltbild Verlag.
- Kleine Gebrauchsanleitung für die Liebe. Heyne Verlag.
- Praktische Anleitung für Wochenendväter. vgs Verlag.
- Das Buch für Jungen. Pattloch Verlag.
- Festreden – von der Geburt bis zum 100. Geburtstag. Urania Verlag
- mit Jürgen Werlitz: Die schönsten Klöster in Deutschland, Österreich und der Schweiz. Weltbild Verlag.
- mit Pat Lauer: Fußball-Experte – alles rund ums Leder. Gondrom Verlag.
- mit Jürgen Werlitz und Christiane Schlüter: Unsere Wallfahrtsorte. Weltbild Verlag.
- Knaurs Erziehungsnavigator. Knaur Verlag.
- DJ BoBo – Das Buch. inklusive Film-Doku DVD Superstar oder Glückspilz. Weltbild-Verlag, Olten 2011, ISBN 978-3-03812-411-5.
- Alle guten Wünsche in Reim und Vers. Pattloch-Verlag, München 2002, ISBN 3-629-01191-8.